# Italienisches Institut für philosophische Studien
Das Italienische Institut für philosophische Studien (Istituto Italiano per gli Studi Filosofici) ist ein außeruniversitäres Institut für Philosophie mit Sitz in Neapel.

## Geschichte

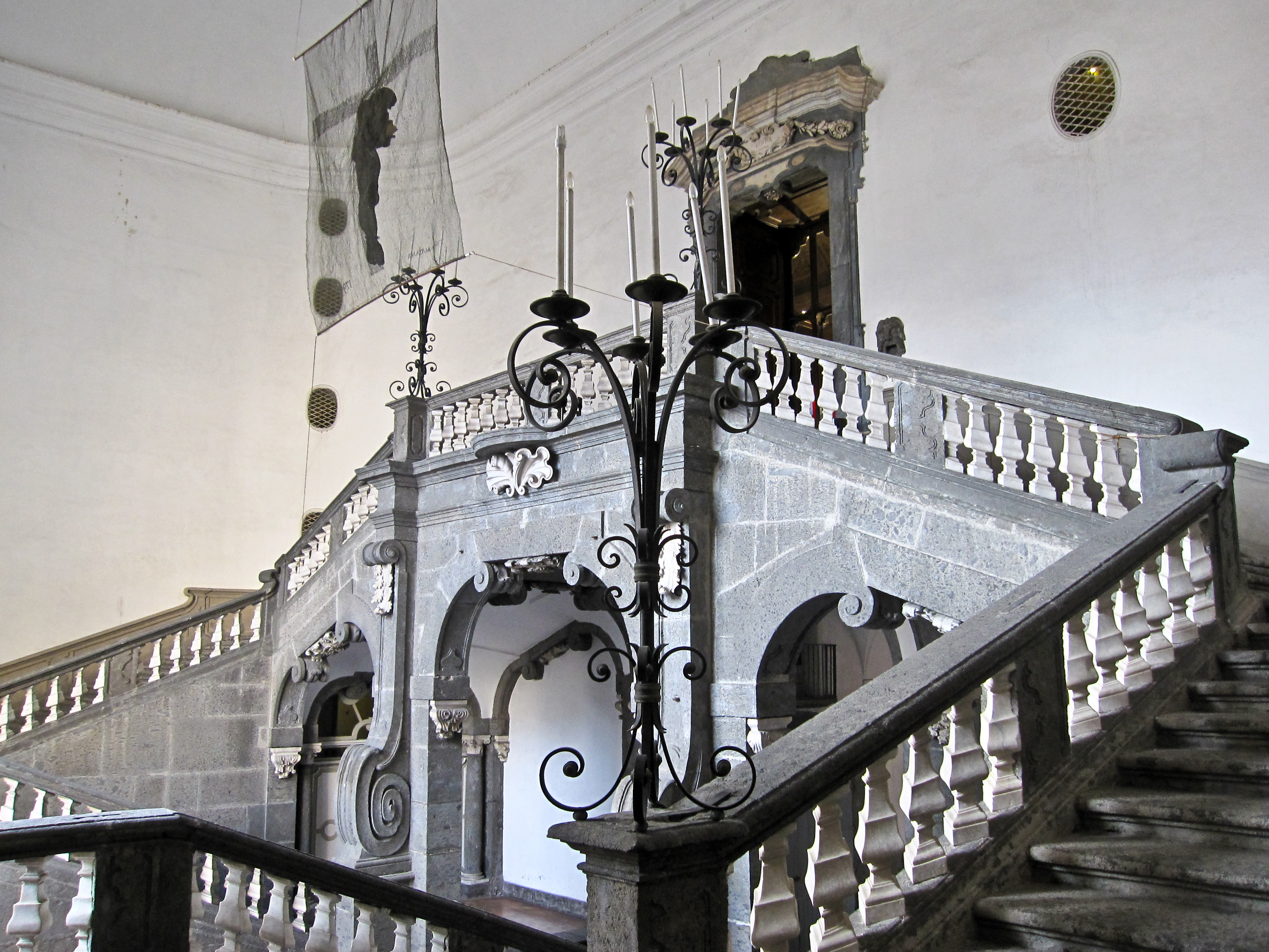
Eingangstreppe zum Institut des Palazzo Serra di Cassano

Das Institut wurde im Jahre 1975 gegründet. Zu seinen Gründungsmitgliedern zählen Enrico Cerulli, Präsident der italienischen Wissenschaftsakademie Accademia Nazionale dei Lincei, Elena Croce, die Tochter des Philosophen Benedetto Croce, der Rechtsanwalt Gerardo Marotta, der wesentlich zur Finanzierung des Instituts beigetragen hat, sowie die beiden Universitätsprofessoren Pietro Piovani (Philosophie) und Giovanni Pugliese Carratelli (Alte Geschichte).
Das Institut ist im historischen Palast Palazzo Serra di Cassano im Stadtteil Monte di Dio, unweit des Teatro San Carlo sowie der Via Chiaia, untergebracht. Es veranstaltet regelmäßig öffentlich zugängliche Seminare und Vorträge, zu denen international renommierte Wissenschaftler eingeladen werden. Außerdem hat sich das Institut um eine Vielzahl von Veröffentlichungen verdient gemacht, wie Werkausgaben, Studien und Vorlesungen, darunter die kritische Edition von Giordano Bruno und anderer Philosophen.
Das Institut gibt auch eine eigene internationale und mehrsprachige Zeitschrift Nouvelles de la République des Lettres heraus, die 1981 von Paul Dibon und Tullio Gregory unter Mitwirkung zahlreicher internationaler Fachgelehrter (wie Marc Fumaroli, Paul Oskar Kristeller, Paul Raabe u. a.) begründet wurde und in zwei Heften pro Jahr erscheint.